# Onore (signoria feudale)
Un onore (in inglese honour), nell'Inghilterra medioevale, consisteva nella signoria di una grande proprietà, comprendente dozzine o centinaia di ville (in inglese manors, "manieri") ossia fattorie. 

## Storia
I proprietari degli onori (e i re cui questi tornavano per incameramento, per morte in assenza di eredi o fellonia) spesso tentarono di preservare l'integrità di un onore nel tempo, amministrando le sue proprietà come un unico complesso, mantenendo integre le eredità, ecc.
Il tipico onore comprendeva proprietà sparse su diverse contee, inframmezzate con proprietà di altri.
Questa era una politica specifica dei re normanni finalizzata ad evitare che si costituissero aree sotto il controllo di un singolo signore.
Solitamente, comunque, era presente da qualche parte un gruppo più concentrato di proprietà, dove si trovava il capo (caput) dell'onore, con un castello che dava il nome all'onore e serviva come centro amministrativo.
Una signoria (lordship) poteva avere qualunque dimensione, da un campo o due fino a vasti territori su tutta l'Inghilterra. Invece con onore si indicava una grande proprietà, distinguendola da una piccola.
Il termine aveva significato soprattutto nell'XI e nel XII secolo, prima dello sviluppo della gerarchia nobiliare.

## Onori medioevali tradizionali
Gli onori terrieri tradizionali nell'Inghilterra medioevale comprendevano: 
| - Onore di Ampthill - Onore di Appleby - Onore di Arundel - Onore di Aumâle - Onore di Barnstaple - Onore di Bolingbroke - Onore di Boulogne - Onore di Bramber - Onore di Carisbrooke - Onore di Chester - Onore di Clitheroe - Onore di Dudley |  | - Onore di Ewelme - Onore di Eye - Onore di Giffard - Onore di Gloucester - Onore di Grafton - Onore di Huntingdon - Onore di Kington - Onore di Knaresborough - Onore di Lancaster - Onore di Leicester - Onore di Mowbray - Onore di Penrith |  | - Onore di Peverel - Onore di Pontefract - Onore di Richard's Castle - Onore di Richmond - Onore di Saint Valery - Onore di Skipton - Onore di Tutbury - Onore di Winchester - Onore di Wallingford, circa dal 1066 al 1540 - Onore di Whitchurch - Onore di Windsor |